# Konrad (Abt)
Konrad (* 1. Hälfte 13. Jahrhundert; † nach 1256 in Wettingen) war Geistlicher und Abt von Kloster Wettingen.
Über seine Herkunft ist nichts bekannt; er ist aber für die Zeit von 1228 bis 1256 als Abt urkundlich nachgewiesen. Für die Jahre 1226 und 1227 ist Konrad im Kloster Salem als Prior, also als Vertreter von Abt Eberhard von Rohrdorf, bezeugt und wird für den 14. Oktober 1227, das Gründungsdatum von Wettingen, als erster Abt bezeichnet. Mit Datum vom 5. Dezember 1256 ist sein Wettinger Nachfolger, Heinrich von Murbach, zum ersten Mal schriftlich als Abt dokumentiert.
Für die Jahre 1263 und 1265 bis 1267 finden sich erneut überlieferte Spuren eines Konrad. Ob dies der Gründungsabt oder bereits sein Nachnachfolger ist, lässt sich nicht sicher belegen. Konrad erhielt am 4. Juni 1264 von Papst Urban IV. den Auftrag, das neue Prämonstratenserinnen-Doppelkloster Bollingen am Nordufer des Zürichsees zu visitieren.